# Muzeum Salvadora Dalí
Muzeum Salvadora Dalí – muzeum sztuki w St. Petersburg na Florydzie. W placówce zgromadzona jest największa poza Hiszpanią kolekcja dzieł Salvadora Dalí, na którą składa się 2140 prac. Od 2011 prezentowane są one w nowym budynku, zaprojektowanym przez Yanna Weymouth.